# Dolné Trhovište
Dolné Trhovište é um município da Eslováquia, situado no distrito de Hlohovec, na região de Trnava. Tem 10,06 km² de área e sua população em 2018 foi estimada em 655 habitantes.

## Demografia
| Ano:        | 1994 | 2004   | 2014   | 2024    |
| ----------- | ---- | ------ | ------ | ------- |
| Broj ljudi: | 642  | 637    | 651    | 571     |
| Razlika:    |      | -0,77% | +2,19% | -12,28% |

| Ano:               | 2023 | 2024   |
| ------------------ | ---- | ------ |
| Número de pessoas: | 584  | 571    |
| Diferença:         |      | -2,22% |